# Trøgstad
Trøgstad er en tidligere kommune i det tidligere Østfold fylke i Norge, som ved kommunalreformen i Norge fra 1. januar 2020 blev lagt sammen med Askim, Eidsberg, Spydeberg og Hobøl kommuner til den nye kommune i det nye Indre Østfold i det ligeledes nye Viken fylke.
Den tidligere kommune grænsede til Enebakk, Fet, Aurskog-Høland, Eidsberg, Askim og Spydeberg.

## Små steder i Trøgstad
- Skjønhaug med Trøgstad bygdemuseum,[3] rejst ved kirken på det sted, hvor Christian August og hans soldater hvilede inden kampene i 1808. De ældste blandt de 14 bygninger er fra 1700-tallet.[4]
- Havnås med Indre Østfold fængsel, afd. Trøgstad.[5]
- Båstad med Heiås som sit kommunecenter.[6]
- Tosebygda med badepladsen Mørkfoss.[7]

## Historie
Nærved Havnås ligger de to voldsteder Festningsåsen og Bæljeråsen med rester af forsvarsværker fra jernalderen (300 til 600 e.Kr). Bæljeråsen er sandsynligvis en forvanskning af "Bagleråsen" efter birkebeinernes modstandere, baglerne.
Det er gjort gravfund fra 900-tallet i Tosebygda, og i Halvdan Svartes saga, kap. 4, står at kong Halvdan lagde Vingulmark (omtrent tilsvarende Østfold, Follo, Oslo, Asker, Bærum, Røyken og Hurum) under sig efter et slag mod Gandalvs sønner ved Trøgstad.
Trøgstad kirke er en romansk kirke i mur, rejst omkring 1250.
29. oktober 1967 ble kommunecenteret Skjønhaug rammet af et lerskred, der kostede fire mennesker livet.